# Adolf Nikolaus von Buccow

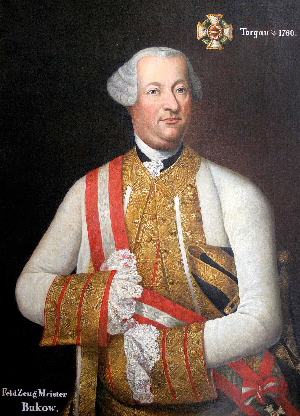
Adolf Nikolaus von Buccow (1712–1764)

Adolf Nikolaus von Buccow (* 7. Januar 1712; † 18. Mai 1764 in Hermannstadt) war ein österreichischer General der Kavallerie und Gubernator von Siebenbürgen. 

## Leben
Von Buccow entstammte einer norddeutschen Familie. Seine Eltern waren Georg Wilhelm von Bucco († 6. Juli 1740) und Anna Elisabeth Croix de Frechapell. Sein Großvater Lucas von Bucco war illegitimer Sohn von Georg Wilhelm von Braunschweig-Lüneburg.
Er kämpfte während des  Polnischen Thronfolgekrieges in Oberitalien. Dort wurde Prinz Karl von Lothringen auf ihn aufmerksam. Während des österreichischen Erbfolgekrieges wurde er Generaladjutant Lothringens und konnte sich mehrfach auszeichnen. Im zweiten Schlesischen Krieg besetzte er am 2. Dezember 1744 Mittenwalde. Im Mai 1745 eroberte er einen Nachschubtransport bei Jägersdorf und stürmte mit den Trenckschen Panduren Kosel. 1746 wurde er dafür zum Generalmajor (General-Feldwachtmeister) ernannt.
Bei Ausbruch des Siebenjährigen Krieges war er seit Juni 1754  Feldmarschallleutnant. Er führte 1757 nach der Schlacht von Leuthen die Nachhut der Armee  mit Auszeichnung und unter schwierigen Verhältnissen. Auch trug er 1758 viel zum Entsatz von Olmütz bei und zeichnete sich dann erneut bei Dresden aus. In der Schlacht bei Torgau am 3. November 1760 übernahm er nach der Verwundung von Leopold Joseph von Daun den Befehl über die Armee, musste ihn jedoch, selbst verwundet, an den General Karl O’Donnell abgeben. Für seine Tapferkeit wurde er mit dem Großkreuz des Militär-Maria-Theresien-Ordens ausgezeichnet. Nach seiner Genesung im Mai 1762 wurde er Gubernator von Siebenbürgen, da sein Vorgänger gestorben war. Dort war es seine wichtigste Aufgabe die Verwaltung zu regeln und dem Staat frische Truppen zu beschaffen, insbesondere sollte die Grenzsicherung überarbeitet werden. 
Als Feldherr und Statthalter von Siebenbürgen führte er vom Gericht Wien angeordnete Maßnahmen zur Durchsetzung der österreichischen Obrigkeit durch, die sich vor allem gegen die Szekler und orthodoxen Rumänen aus Siebenbürgen richteten, weshalb er den beiden Volksgruppen als negativer Charakter in Erinnerung blieb. Er führte Repressalien gegen die Szekler (siehe: Siculicidium) und die Verfolgung der orthodoxen Rumänen in Südsiebenbürgen durch und befahl die Zerstörung aller rumänisch-orthodoxen Klöster mit der bemerkenswerten Ausnahme des Klosters Sâmbăta de Sus. Sâmbăta de Sus wurde wahrscheinlich aufgrund einer Intervention der Familie Brâncoveanu (Adelsgeschlecht) verschont. Sâmbăta de Sus wurde erst 1785 zerstört. Buccows Aktionen führten ab der zweiten Hälfte des 18. Jahrhunderts zu Auswanderungswellen außerhalb des Karpatenbogens. Nach seinem Tod ernannte Kaiserin Maria Theresia den Feldmarschall Reichsgraf Andreas Hadik von Futak zum Statthalter des Fürstentums Siebenbürgen.

## Familie
Sein Sohn Georg († 5. Oktober 1789 vor Belgrad) wurde ebenfalls Militär und mit dem Militär-Maria-Theresien-Orden ausgezeichnet.